# Barbican Centre
Barbican Centre – centrum sztuki w śródmieściu Londynu, największe w swojej kategorii w Europie. W budynku odbywają się koncerty muzyki poważnej i rozrywkowej, spektakle, wystawy sztuki i projekcje filmów. W budynku znajduje się również biblioteka, trzy restauracje oraz konserwatorium. Barbican Centre jest siedzibą London Symphony Orchestra i BBC Symphony Orchestra. Od 2013 mieści się tu także londyński oddział Royal Shakespeare Company.
Barbican Centre jest finansowane i utrzymywane przez City of London Corporation, trzeciego pod względem wielkości mecenasa sztuki w Wielkiej Brytanii. Zostało zbudowane jako dar City dla narodu i kosztowało 161 mln funtów szterlingów (odpowiada 480 mln w 2014 roku). Otwarcia dokonała 3 marca 1982 królowa Elżbieta II. Barbican Centre jest uważane za ważny przykład architektury brutalistycznej.

## Sale i inne pomieszczenia
- Barbican Hall: 1943 miejsc; sala koncertowa London Symphony Orchestra i BBC Symphony Orchestra[3]
- Barbican Theatre: 1156 miejsc[4]
- The Pit: scena w podziemiu na 200 widzów
- Barbican Art Gallery i przestrzeń wystawowa The Curve
- Barbican Film: jedna sala kinowa na 288 miejsc oraz dwie na 156 miejsc każda
- Barbican Library: biblioteka publiczna, z bogatym księgozbiorem z zakresu sztuki i muzyki
- restauracje: 3
- sale konferencyjne: 7
- sale wystawiennicze: 2
- przestrzeń do nieformalnych przedstawień

Położona na drugim piętrze biblioteka jest jedną z pięciu bibliotek publicznych City i jedną z największych w całym Londynie. Posiada osobne działy poświęcone sztuce i muzyce oraz prowadzi bibliotekę dziecięcą. W Barbican Library znajduje się tzw. London Collection – zbiór starych książek i publikacji, z których niektóre liczą nawet 300 lat. Biblioteka prowadzi program kulturalny i dysponuje przestrzenią na wystawy artystyczne. W bibliotece muzycznej znajdują się dwa ogólnodostępne fortepiany.

## Historia i projekt

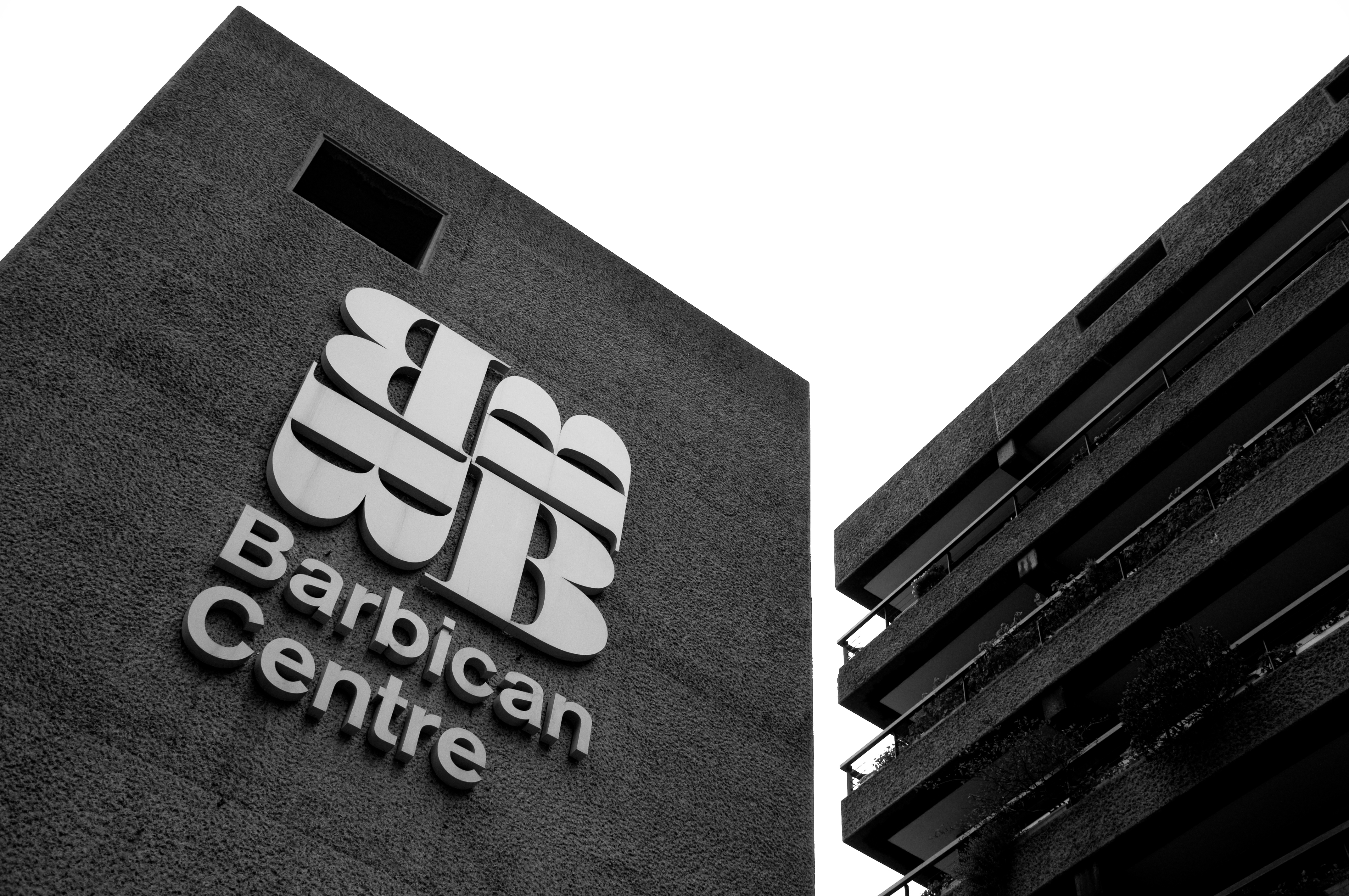
The Barbican Centre

Barbican Centre zostało oddane do użytku długo po zasiedleniu części mieszkaniowej kompleksu Barbican (Barbican Estate). Obszar, który zajmuje uległ poważnym zniszczeniom podczas II wojny światowej.
Barbican Centre zostało zaprojektowane przez pracownię Chamberlin, Powell and Bon w stylu brutalistycznym. Wejścia usytuowano na różnych poziomach. Linie wymalowane na chodnikach i przejściach w sąsiadującym z samym budynkiem mieszkaniowym Barbican Housing Estate ułatwiają orientację gościom kompleksu. Tarasowa konstrukcja The Barbican Centre – stanowiąca betonowy ziggurat – wzbudzała kontrowersje i sprzeciwy. We wrześniu 2003 roku w ankiecie Grey London Barbican Estate został wybrany najbrzydszym budynkiem w Londynie.
We wrześniu 2001 minister sztuki i kultury Tessa Blackstone ogłosiła, że Barbican Centre trafił na listę zabytków Wielkiej Brytanii (klasa II). Barbican Centre zostało uznane za obiekt o wyróżniających się wartościach architektonicznych ze względu na rozmach, spójność i ambitny projekt. Wraz z budynkiem ochroną objęto osiedle mieszkaniowe Barbican Housing Estate i pobliskie Golden Lane Estate.
W połowie lat 90. XX wieku w trakcie prac rewaloryzacyjnych według projektu Theo Crosby'ego z pracowni Pentagram budynek wzbogacono o rzeźby i dekoracje czerpiące z ruchu Arts and Crafts. Większe zmiany przyniosły prace realizowane w latach 2005-2006 według projektu Allford Hall Monaghan Morris, które ulepszyły ciągi komunikacyjne i system informacji wizualnej, ale zostały wkomponowane w styl architektury brutalistycznej lat 70. Wówczas dobudowano przejście-mostek, łączące foyer od strony Silk Street ze stawami. Wejście od strony Silk Street, zdominowane wcześniej przez rampę dla pojazdów dostawczych przebudowano pod kątem potrzeb pieszych. Usunięto wtedy także większość upiększeń z połowy lat 90.
Taras łączy centrum ze stawem. Wokół wieży urządzono pokrytą szkłem wielokondygnacyjną palmiarnię (Barbican Conservatory). Kontrowersje wzbudzała akustyka Barbican Hall: przez niektórych ceniona, przez innych odrzucana jako zbyt sterylna dla wykonań na wielką orkiestrę.
Teatr został wybudowany z przeznaczeniem na londyńską siedzibę Royal Shakespeare Company, która brała udział nawet w fazie projektowania, ale w 2002 nie przedłużyła najmu, skarżąc się na niewystarczającą przestrzeń, a dyrektor artystyczny, Adrian Noble zamierzał zwiększyć liczbę spektakli poza Londynem. Scena stała się wówczas dostępna dla innych teatrów przez cały rok. 23 stycznia 2013 Greg Doran, dyrektor artystyczny RSC ogłosił, że teatr przez trzy lata będzie wystawiał w Barbican Centre sztuki Szekspira poświęcone historii.
W sierpniu 2014 w Barbican Centre odbyła się ogólnoświatowa konferencja Wikimania.

## Zdjęcia

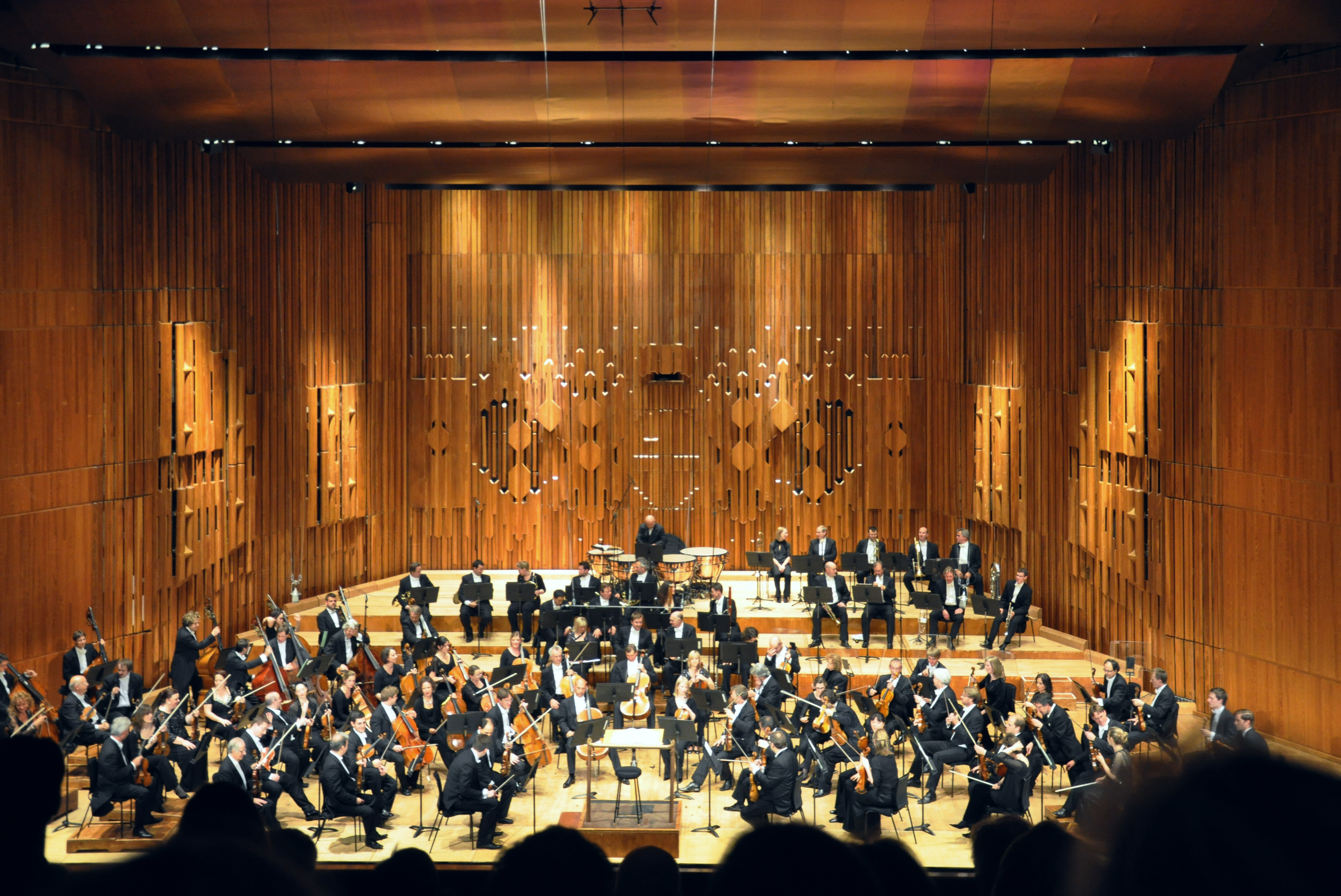
Barbican Hall w Barbican Centre
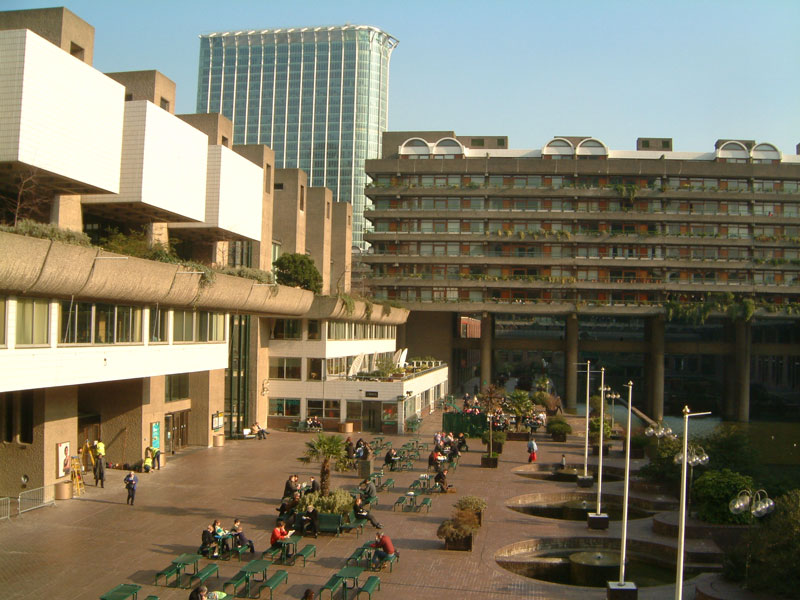
Barbican Centre i część od strony stawku
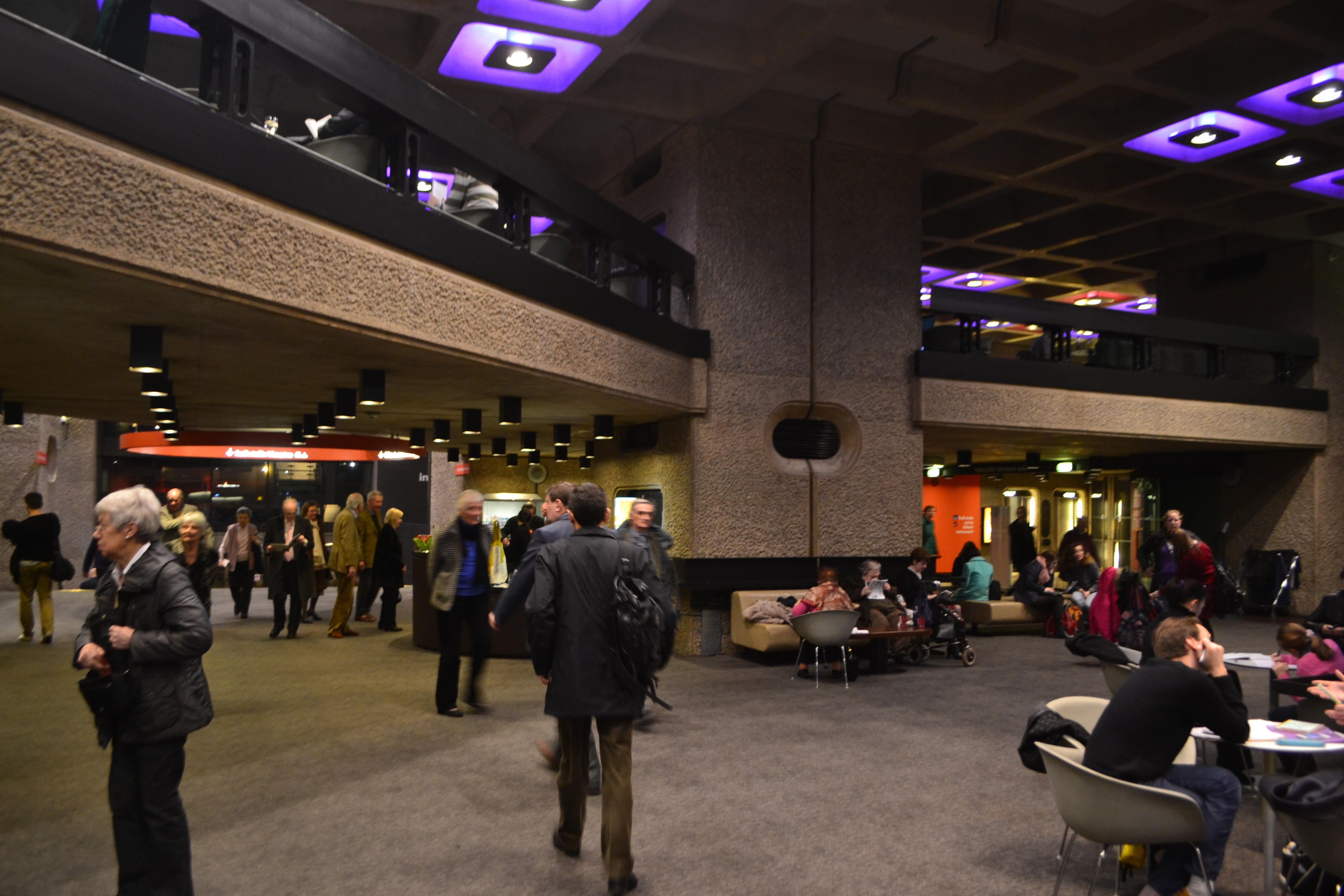
Foyer
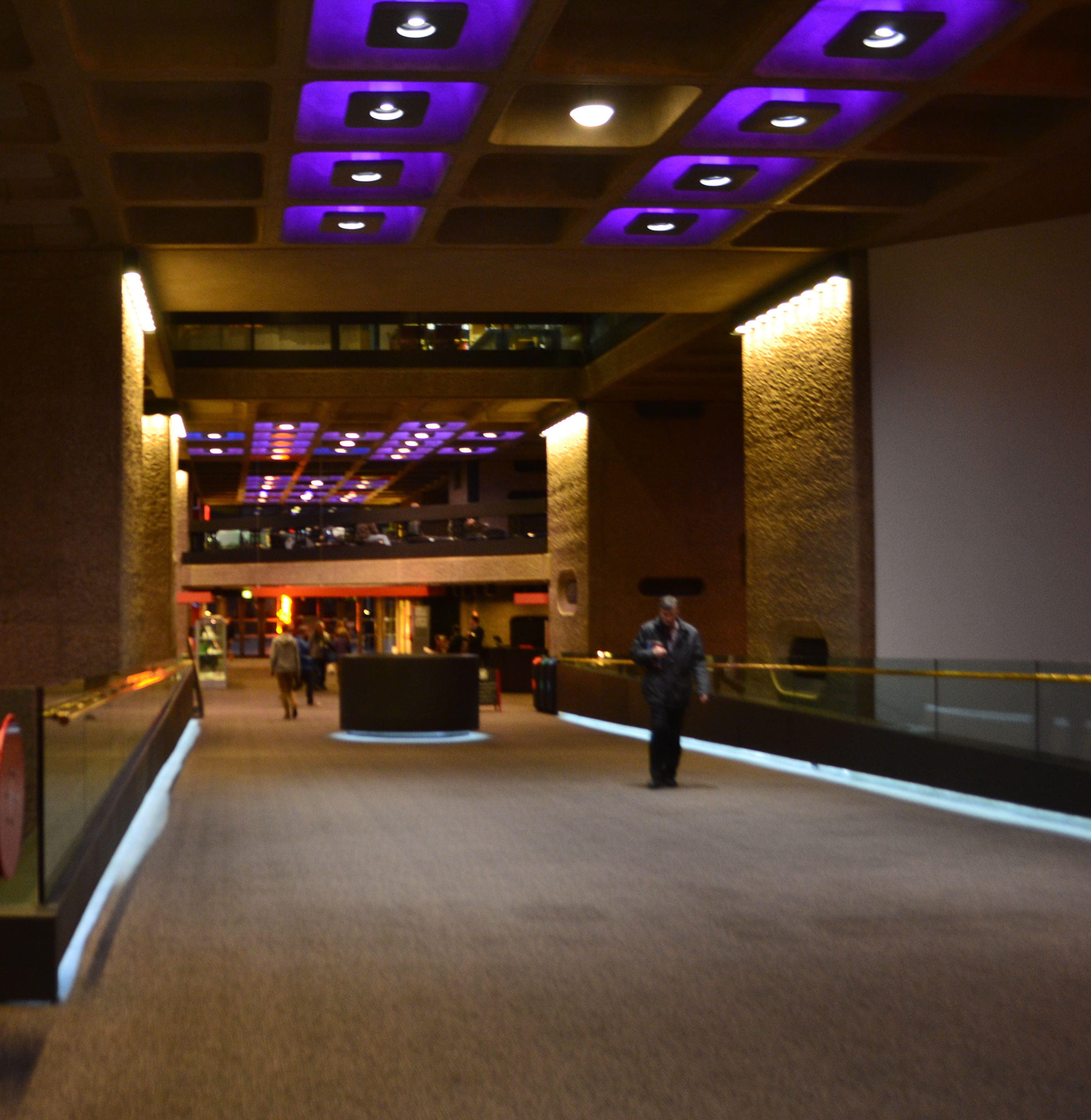
Wnętrze
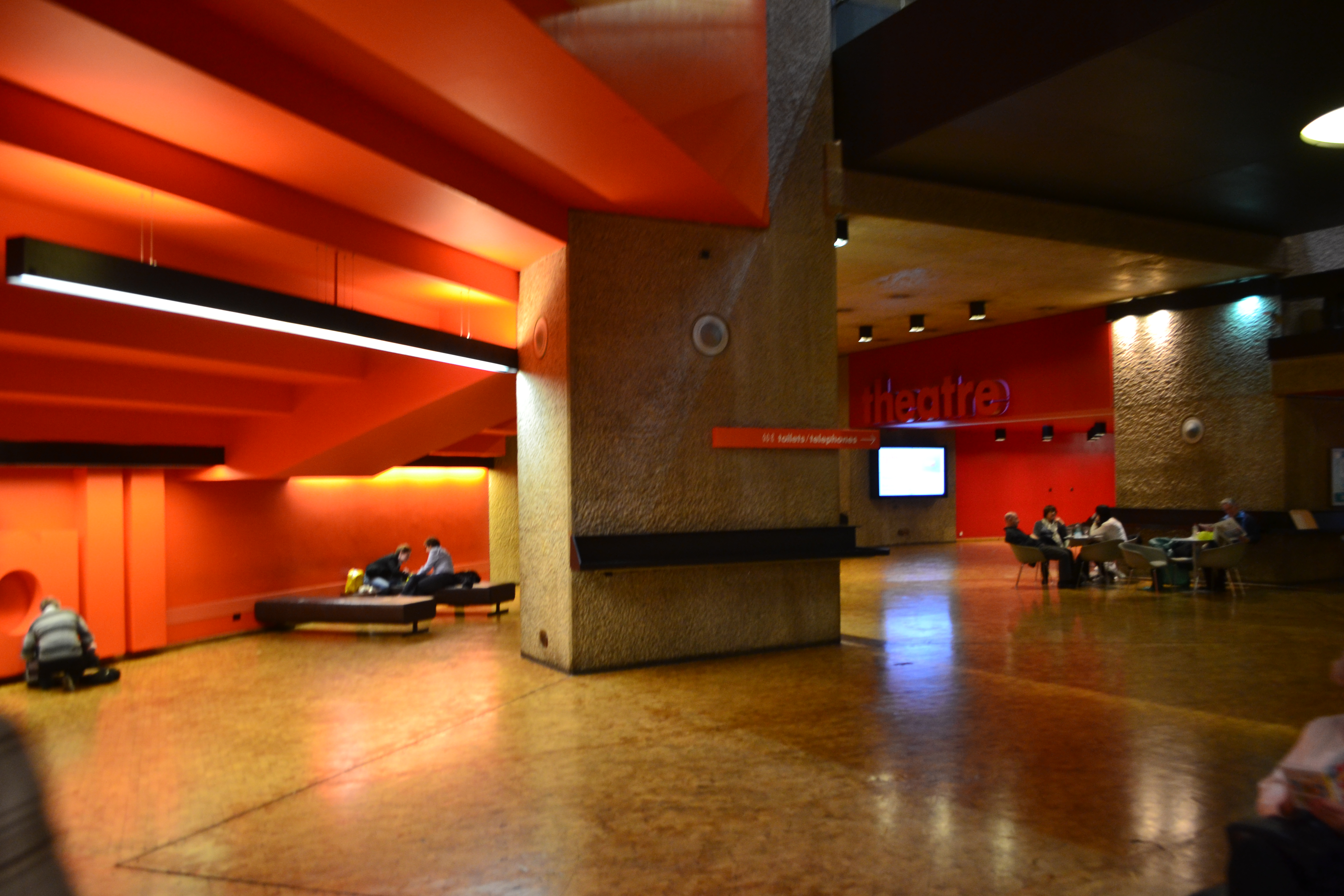
Wejście do Barbican Centre
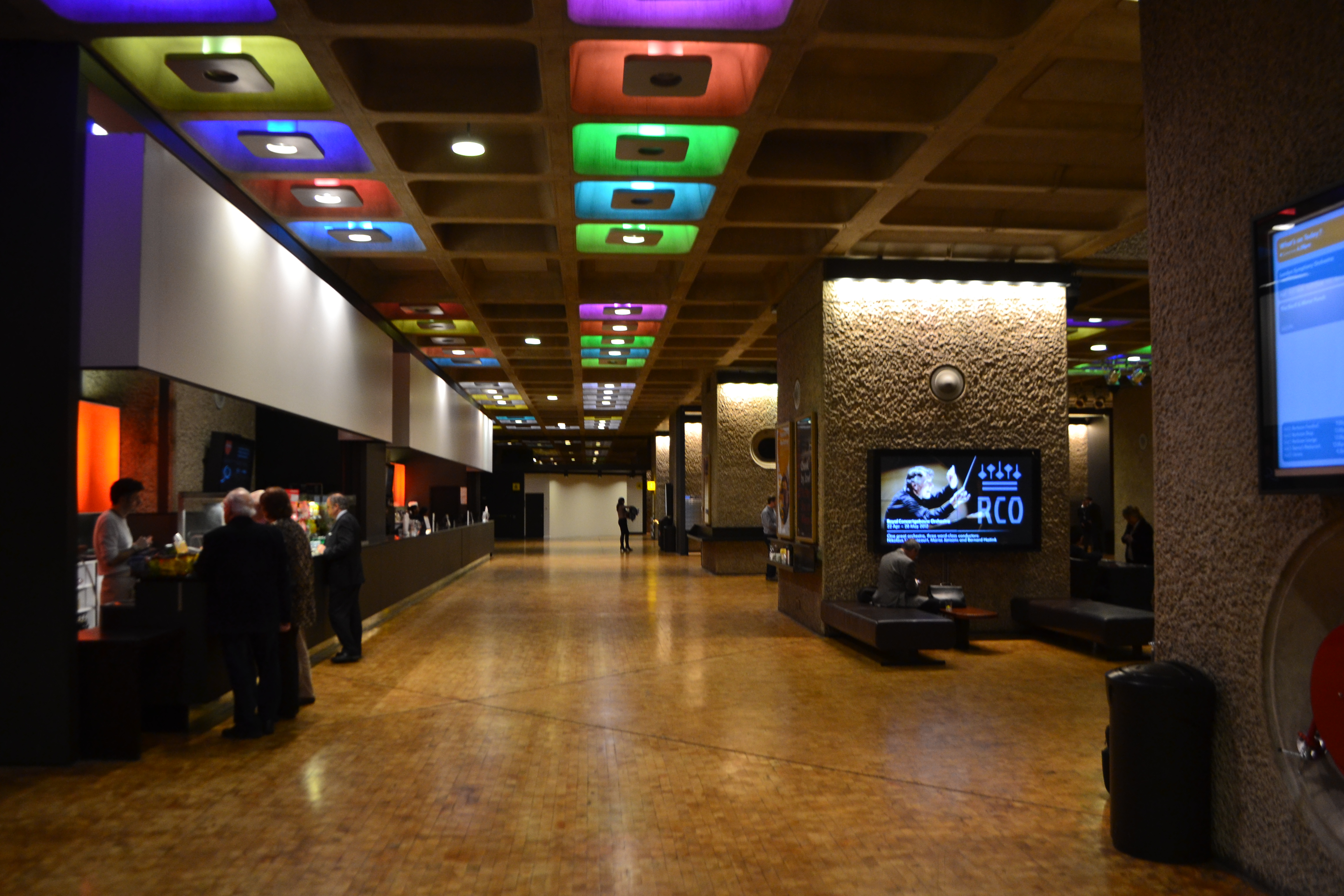
Sufit
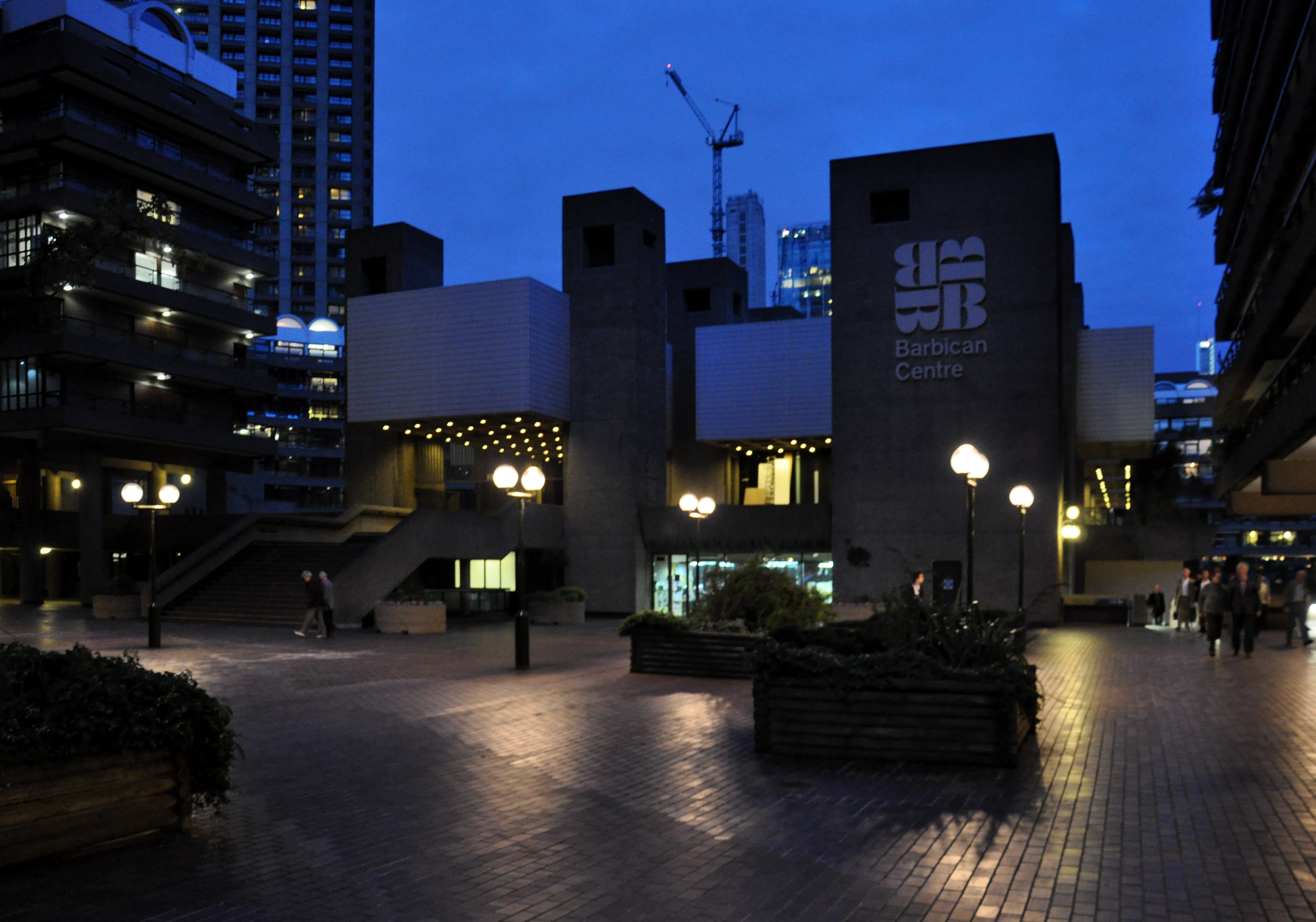
Barbican Centre nocą

## Pobliskie stacje metra i kolejowe
- Barbican
- Moorgate
- St. Paul’s
- Farringdon
- Liverpool Street